# Ясени Тотлебена
Ясени Тотлебена — ботанический памятник природы местного значения в Киеве, три экземпляра ясеня обыкновенного возрастом 150 лет. Растут по адресу ул. Московская, 2 возле завода «Арсенал». Деревья имеют обхват ствола 3,6 м и высоту 30 м. Названы в честь военного инженера, генерала Эдуарда Тотлебена (1818—1884), который создал в Киеве несколько военных сооружений. Ясени Тотлебена включены в список выдающихся деревьев Киева.
Ботаническим памятником природы местного значения деревья были оглашены решением Киевского городского совета от 22 мая 2013 года № 315/9372 по инициативе Киевского эколого-культурного центра (КЭКЦ).
4 июля 2013 г. Киевским эколого-культурным центром было проведено лечение в Киеве вековых ясеней Тотлебена возле завода «Арсенал», которые были заповеданы по материалам КЭКЦ в мае того же года. Кроме этого всем вековым деревьям были повешены охранные знаки, изготовленные КЭКЦ; акция происходила при участии СМИ.